# Hava Aney Dey
Hava Aney Dey è un film del 2004 diretto da Partho Sen-Gupta.
Presentato in anteprima mondiale al Festival di Berlino 2004 ma censurato in India, il film narra le vicende di due giovani amici di Mumbai che cercano di elevarsi socialmente mentre l'India e il Pakistan minacciano una guerra nucleare.
Il titolo, in hindi, significa Lascia che il vento soffi.

## Trama
Arjun, 18 anni, vive nei sobborghi di Mumbai con la madre vedova Sheela. Mentre Sheela lavora tutto il giorno per sbarcare il lunario, gli obiettivi di Arjun sono un diploma, un buon lavoro, e le attenzioni di Salma, una ragazza musulmana di ricca famiglia. Anche il migliore amico di Arjun, Chabia, sogna di diventare ricco. Chabia, 21 anni, lavora come meccanico, si strugge per una ballerina di nome Mona e vorrebbe partire per Dubai. Quando è al lavoro, Chabia incontra un giovane facoltoso che lo porta a bere in un locale elegante, Chabia pensa che sia la sua occasione per incontrare persone di classe superiore, tuttavia la situazione degenera e il buttafuori lo fa uscire a calci sotto gli occhi indifferenti degli astanti.
Chabia, stufo di vivere in terza classe, ruba i soldi a suo fratello e pianifica una fuga con Mona, che però si tira indietro. Nel frattempo, Arjun fallisce l'esame di maturità, e inizia a sentire la necessità di lasciare quel clima di disperazione, anche se non ha il coraggio di abbandonare la madre. I due amici decidono quindi di pagare un agente di collocamento fuori città, famoso per aver procurato ai suoi clienti ottimi posti di lavoro. La sua parcella è però molto alta e Arjun è costretto a chiedere dei soldi alla madre. Il giorno prima di partire, Arjun e Chabia stanno festeggiando, quando all'improvviso l'India e il Pakistan sferrano un attacco nucleare e le principali città del paese vengono distrutte.

## Produzione
Il film è una co-produzione India-Francia, parzialmente finanziata dal ministero degli esteri e della cultura francesi.

## Distribuzione
Presentato alla Berlinale 2004, è stato in seguito proiettato al festival cinematografico del Commonwealth, di Durban, Tokyo, Hong Kong, in Francia al Festival des 3 Continents, e in Italia al Florence Indian Film Festival. Nel 2008, è stato selezionato per rappresentare l'India nel festival itinerante statunitense Global Lens.
In India non è mai uscito al cinema né in televisione. Dopo che alcune parti del film furono sottoposte a censura, al regista fu permessa la distribuzione del film a patto che tagliasse quelle scene, cosa che non volle fare. Il festival cinematografico Cinefan di Nuova Delhi rimosse quindi Hava Aney Dey dalla lista dei film in concorso nonostante fosse stato selezionato ufficialmente.

## Riconoscimenti
- 2004 – Festival del cinema di Berlino
  - Candidatura al premio NETPAC
  - Candidatura al miglior film d'esordio
- 2004 - Commonwealth Film Festival
  - Premio del pubblico al miglior film
- 2004 - Durban International Film Festival
  - Miglior film
- 2004 - Hong Kong International Film Festival
  - Menzione speciale
- 2004 - Festival des 3 Continents
  - Candidatura al miglior film
- 2004 - Tokyo FILMeX 
  - Candidatura al miglior film